# Караев, Джума Дурды
Джума́ Дурды́ Кара́ев (туркм. Jumadurdy Garaýew; 28 декабря 1909 (10 января 1910), с. Байрам-Али, Мервский уезд, Закаспийская область, Туркестанский край, Российская империя — 4 мая 1960, Ашхабад, Туркменская ССР, СССР) — советский туркменский государственный и партийный деятель.

## Биография
Родился 28 декабря 1909 (10 января 1910) в селении Байрам-Али Мервского уезда Закаспийской области Туркестанского края Российской империи (ныне город Байрамали в составе Марыйского велаята Туркменистана), в семье крестьянина-бедняка. По национальности туркмен, выходец из племени марыйских текинцев. Член ВКП(б) с 1939.

### Образование
До 1926 учился в Байрам-Алийском интернате, в 1932 окончил Байрам-Алийский сельскохозяйственный техникум, в 1952 — два курса Высшей партийной школы при ЦК ВКП(б).

### Трудовая деятельность
С 1932 — на педагогической работе: заведующий Байрам-Алийского интерната (1932—1935), преподаватель и заместитель директора Байрам-Алийского учебного комбината (1935—1937).
С 1937 — агроном колхоза, в 1938—1941 — директор МТС.

### Политическая деятельность
С 1941 — первый секретарь Тахта-Базарского райкома партии Марыйской области.
С 1942 — заместитель наркома госконтроля Туркменской ССР.
В 1943—1947 — первый секретарь Керкинского обкома КП(б) Туркменской ССР.
С 1947 — министр сельского хозяйства Туркменской ССР.
С 1950 — слушатель Высшей партийной школы при ЦК ВКП(б).
В 1952—1958 — первый секретарь Ташаузского обкома КП Туркменской ССР.
С 14 января 1958 по 20 января 1959 — Председатель Совета Министров Туркменской ССР.
С 14 декабря 1958 и до смерти — первый секретарь ЦК Компартии Туркменской ССР.
Избирался депутатом Совета Национальностей ВС СССР 3, 4 и 5 созывов (1950—1960), депутатом Верховного Совета Туркменской ССР.
Умер и похоронен в Ашхабаде.

## Награды
- четыре ордена Ленина (…, 1960)
- два ордена Трудового Красного Знамени (1947, …)
- орден «Знак Почёта»